# Takatsuki
Takatsuki (高槻市 Takatsuki-shi) là thành phố nằm ở phía Bắc tỉnh Ōsaka, Nhật Bản.

## Lịch sử
Thành phố được thành lập vào năm 1943, trải qua nhiều đợt mở rộng bằng cách sáp nhập với các địa phương lân cận. Đến năm 2003, thành phố được công nhận là một đô thị trung tâm vùng của vùng Kinki.

## Địa lý
Thành phố Takatsuki trải dài theo hướng Bắc – Nam, hẹp theo hướng Đông – Tây, nằm giữa khoảng cách từ thành phố Kyōto đến thành phố Ōsaka. Phần phía bắc của thành phố có địa hình núi. Các ngọn núi chính là Bonbon, Miyoshi, Kurogara, Myōjinga, Takao, Abu. Khoảng 1/3 diện tích chủ yếu là rừng núi.

## Kinh tế
Takatsuki là trung tâm thương mại dịch vụ của Ōsaka và vùng Kinki.